# Francja na Zimowych Igrzyskach Olimpijskich 1994
Reprezentacja Francji na Zimowych Igrzyskach Olimpijskich 1994 liczyła 98 zawodników - 68 mężczyzn i 30 kobiet, którzy wystąpili w dziesięciu dyscyplinach sportowych. Reprezentanci tego kraju zdobyli łącznie pięć medali: jeden srebrny i cztery brązowe.
Najmłodszym francuskim zawodnikiem podczas ZIO 1994 był Nicolas Dessum (16 lat i 356 dni), a najstarszym - Benoît Laporte (33 lat i 243 dni).

## Medaliści
| Medal  | Zawodnicy                                                           | Dyscyplina           | Konkurencja               |
| ------ | ------------------------------------------------------------------- | -------------------- | ------------------------- |
| Srebro | Anne Briand                                                         | Biathlon             | Bieg indywidualny kobiet  |
| Brąz   | Thierry Dusserre Patrice Bailly-Salins Lionel Laurent Hervé Flandin | Biathlon             | Sztafeta mężczyzn         |
| Brąz   | Corinne Niogret Véronique Claudel Delphyne Burlet Anne Briand       | Biathlon             | Sztafeta kobiet           |
| Brąz   | Philippe Candeloro                                                  | Łyżwiarstwo figurowe | Soliści                   |
| Brąz   | Edgar Grospiron                                                     | Narciarstwo dowolne  | Jazda po muldach mężczyzn |

## Wyniki reprezentantów Francji

### Biathlon
Mężczyźni
- Patrice Bailly-Salins

sprint - 11. miejsce
bieg indywidualny - 13. miejsce
- Stéphane Bouthiaux

sprint - 35. miejsce
- Thierry Dusserre

sprint - 19. miejsce
- Hervé Flandin

sprint - 8. miejsce
bieg indywidualny - 44. miejsce
- Lionel Laurent

bieg indywidualny - 32. miejsce
- Franck Perrot

bieg indywidualny - 47. miejsce
- Thierry Dusserre
Patrice Bailly-Salins
Lionel Laurent
Hervé Flandin

sztafeta - 
Kobiety
- Anne Briand

sprint - 30. miejsce
bieg indywidualny - 
- Delphyne Burlet

bieg indywidualny - 11. miejsce
- Emmanuelle Claret

sprint - 35. miejsce
- Véronique Claudel

sprint - 20. miejsce
bieg indywidualny - 20. miejsce
- Corinne Niogret

sprint - 27. miejsce
bieg indywidualny - 5. miejsce
- Corinne Niogret
Véronique Claudel
Delphyne Burlet
Anne Briand

sztafeta - 

### Bobsleje
Mężczyźni
- Christophe Flacher, Max Robert

Dwójki - 21. miejsce
- Gabriel Fourmigue, Philippe Tanchon

Dwójki - 23. miejsce
- Bruno Mingeon, Philippe Tanchon, Gabriel Fourmigue, Éric Le Chanony

Czwórki - 16. miejsce
- Christophe Flacher, Thierry Tribondeau, Claude Dasse, Max Robert

Czwórki - 21. miejsce

### Biegi narciarskie
Mężczyźni
- Stéphane Azambre

10 km stylem klasycznym - 54. miejsce
- Hervé Balland

30 km stylem dowolnym - DNF
- Patrick Rémy

10 km stylem klasycznym - 22. miejsce
Bieg łączony - 20. miejsce
50 km stylem klasycznym - 23. miejsce
- Philippe Sanchez

10 km stylem klasycznym - 39. miejsce
Bieg łączony - 29. miejsce
50 km stylem klasycznym - 46. miejsce
- Cédric Vallet

10 km stylem klasycznym - 63. miejsce
Bieg łączony - 53. miejsce
30 km stylem dowolnym - 32. miejsce
50 km stylem klasycznym - 33. miejsce
- Philippe Sanchez
Patrick Remy
Hervé Balland
Stéphane Azambre

sztafeta - 10. miejsce
Kobiety
- Sylvie Giry-Rousset

15 km stylem dowolnym - DNF
30 km stylem klasycznym - 50. miejsce
- Isabelle Mancini

5 km stylem klasycznym - 51. miejsce
Bieg łączony - 30. miejsce
15 km stylem dowolnym - 39. miejsce
- Carole Stanisière

5 km stylem klasycznym - 41. miejsce
Bieg łączony - 47. miejsce
30 km stylem klasycznym - 24. miejsce
- Élisabeth Tardy

5 km stylem klasycznym - 54. miejsce
Bieg łączony - 41. miejsce
- Sophie Villeneuve

5 km stylem klasycznym - 23. miejsce
Bieg łączony - 10. miejsce
15 km stylem dowolnym - 9. miejsce
- Carole Stanisière
Sylvie Giry-Rousset
Sophie Villeneuve
Élisabeth Tardy

sztafeta - 11. miejsce

### Hokej na lodzie
Mężczyźni
- Benjamin Agnel, Stéphane Arcangeloni, Stéphane Barin, Stéphane Botteri, Arnaud Briand, Sylvain Girard, Gérald Guennelon, Benoît Laporte, Éric Lemarque, Pierrick Maïa, Christophe Moyon, Franck Pajonkowski, Denis Perez, Serge Poudrier, Pierre Pousse, Antoine Richer, Bruno Saunier, Franck Saunier, Michel Valliere, Christophe Ville, Steven Woodburn, Petri Ylönen - 10. miejsce

### Kombinacja norweska
Mężczyźni
- Étienne Gouy

Gundersen - 28. miejsce
- Sylvain Guillaume

Gundersen - 9. miejsce
- Fabrice Guy

Gundersen - 17. miejsce
- Stéphane Michon

Gundersen - 34. miejsce
- Stéphane Michon
Fabrice Guy
Sylvain Guillaume

Drużynowo - 6. miejsce

### Łyżwiarstwo figurowe
Mężczyźni
- Philippe Candeloro

soliści - 
- Éric Millot

soliści - 7. miejsce
Kobiety
- Surya Bonaly

solistki - 4. miejsce
- Laetitia Hubert

solistki - 17. miejsce
- Marie-Pierre Leray

solistki - 14. miejsce
Pary
- Sophie Moniotte
Pascal Lavanchy

Pary taneczne - 5. miejsce
- Bérangère Nau
Luc Moneger

Pary taneczne - 14. miejsce

### Narciarstwo alpejskie
Mężczyźni
- Luc Alphand

zjazd - 8. miejsce
supergigant - 8. miejsce
- Sébastien Amiez

slalom - DNF
- Nicolas Burtin

zjazd - 6. miejsce
supergigant - 31. miejsce
- Jean-Luc Crétier

zjazd - 24. miejsce
kombinacja - DSQ
- Yves Dimier

slalom - 16. miejsce
- Franck Piccard

supergigant - 23. miejsce
gigant - 13. miejsce
- Ian Piccard

gigant - 17. miejsce
- Christophe Plé

zjazd - 22. miejsce
supergigant - 17. miejsce
Kobiety
- Nathalie Bouvier

zjazd - 29. miejsce
- Régine Cavagnoud

zjazd - 26. miejsce
supergigant - 1. miejsce
gigant - 18. miejsce
- Patricia Chauvet-Blanc

slalom - DNF
- Béatrice Filliol

slalom - DNF
- Sophie Lefranc

gigant - DNF
- Florence Masnada

zjazd - 13. miejsce
supergigant - 14. miejsce
slalom - DNF
kombinacja - 7. miejsce
- Carole Merle

supergigant - 19. miejsce
gigant - 5. miejsce
- Leila Piccard

gigant - DNF
slalom - DNF
- Mélanie Suchet

zjazd - 6. miejsce
supergigant - 20. miejsce

### Narciarstwo dowolne
Mężczyźni
- Olivier Allamand

jazda po muldach - 6. miejsce
- Olivier Cotte

jazda po muldach - 4. miejsce
- Jean-Marc Bacquin

skoki akrobatyczne - 9. miejsce
- Alexis Blanc

skoki akrobatyczne - 18. miejsce
- Sébastien Foucras

skoki akrobatyczne - 24. miejsce
- Edgar Grospiron

jazda po muldach - 
Kobiety
- Candice Gilg

jazda po muldach - 5. miejsce
- Raphaëlle Monod

jazda po muldach - 4. miejsce

### Short track
Mężczyźni
- Bruno Loscos

500 m - 21. miejsce
1000 m - 26. miejsce
Kobiety
- Valérie Barizza

500 m - 28. miejsce
1000 m - 27. miejsce
- Sandrine Daudet

500 m - 13. miejsce
1000 m - 16. miejsce
- Laure Drouet

500 m - 22. miejsce
1000 m - 25. miejsce
- Valérie Barizza
Sandrine Daudet
Sandra Deleglise
Laure Drouet

sztafeta - 7. miejsce

### Skoki narciarskie
Mężczyźni
- Steve Delaup

Skocznia normalna - 47. miejsce
Skocznia duża - 23. miejsce
- Nicolas Dessum

Skocznia normalna - 14. miejsce
Skocznia duża - 21. miejsce
- Nicolas Jean-Prost

Skocznia normalna - 22. miejsce
Skocznia duża - 47. miejsce
- Didier Mollard

Skocznia normalna - 17. miejsce
Skocznia duża - 10. miejsce
- Nicolas Jean-Prost
Steve Delaup
Nicolas Dessum
Didier Mollard

drużynowo - 6. miejsce